# 姫路市立手柄小学校
姫路市立手柄小学校（ひめじしりつ てがらしょうがっこう）は、兵庫県姫路市延末にある公立小学校。
手柄山東側に位置し、北に姫路市立山陽中学校が隣接する。

## 沿革
- 明治6年 4月 - 延末法専坊内に飾術学校として発足。

- 明治26年 10月 - 手柄尋常小学校と改称。（修行年限4年）

- 明治41年 3月 - 義務年限6年に延長。

- 大正4年 4月 - 高等科を新設。

- 昭和11年 4月 - 姫路市立手柄尋常高等小学校と改称。

- 昭和16年 4月 - 姫路市立手柄国民学校と改称。

- 昭和22年 4月 - 姫路市立手柄小学校と改称。

- 昭和25年 8月 - 現在地に新校舎竣工、移転。

- 昭和43年 6月 - 体育館竣工。

- 昭和47年 7月 - プール竣工。

- 昭和48年 3月 - 鉄筋4階校舎一期（4教室）完成。

- 昭和48年 10月 - 手柄小学校100周年記念式典。

- 昭和49年 4月 - 鉄筋4階校舎二期（4教室）、水洗便所完成。

- 昭和50年 3月 - 鉄筋4階校舎三期（4教室）通路完成。

- 昭和51年 3月 - 鉄筋4階校舎四期（8教室）完成。

- 昭和52年 3月 - 鉄筋4階校舎五期（4教室）完成。

- 昭和53年 2月 - クラブハウス完成。

- 昭和54年 3月 - 鉄筋4階校舎六期（8教室）完成。

- 昭和55年 3月 - 鉄筋特別教室（4教室）完成。

- 昭和56年 3月 - 本館（南校舎）3階一部完成。

- 昭和57年 3月 - 本館完成竣工式。

- 昭和58年 1月 - 体育館兼講堂改増築完成。

- 昭和61年 3月 校庭に自然学習コーナー竣工。

- 昭和62年 3月 - 水生植物園竣工。

- 昭和63年 11月 - 姫路市教育委員会指定　国語科・算数科研究発表会実施。

- 平成3年 8月 - 校舎三分の二改修、ランチルーム等特別教室改修。

- 平成4年 11月 - 兵庫県小学校教育研究会体育部会研究大会・総会実施。

- 平成5年 2月 - 体育館改修完成。

- 平成6年 2月 - 創立120周年記念式典。

- 平成6年 3月 - プール改修完成。

- 平成6年 8月 - 職員室、校長室、事務室冷暖房設備完成。

- 平成6年 11月 - 正門通路改修完成

- 平成7年 3月 - 創立120周年記録写真集「てがら山の麓に」を発行。

- 平成8年 3月 - 運動場南側改修、2階西渡り廊下新設。

- 平成8年 11月 - 中群研同和教育実践発表。

- 平成9年 3月 - 生活広場、緑化工事完了。

- 平成9年 4月 - 障害児学級（たんぽぽ学級）新設。

- 平成10年 6月 - 兵庫県小学校音楽教育研究大会。

- 平成11年 3月 - コンピュータルーム完成。

- 平成11年 8月 - 車椅子用スロープ完成。

- 平成11年 11月 - コンピュータ活用による学習開始。

- 平成12年 10月 - うさぎ小屋改修工事終了。

- 平成13年 2月 - 運動場の整備・東門の改修完成。

- 平成13年 2月 - インターロッキング舗装の完成。

- 平成15年 4月 - 障害児学級（つくし学級）新設。

- 平成16年 4月 - 障害児学級（すみれ学級）新設。

- 平成16年 8月 - 校舎三分の一改修　小鳥小屋新設。

- 平成17年 3月 - 学童園舎完成。

- 平成17年 10月 - 校舎三分の二耐震工事　西トイレ改修。

- 平成19年 3月 - 運動場南歩道完成。

- 平成20年 3月 - 学童園舎前広場芝生化。

## 歴史
手柄国民学校までは手柄山の傍にある「生矢神社」の向いにあった。手柄幼稚園はその南にある三和寺の向いにあった。7月3日深夜から7月4日未明にかけての姫路空襲の際、当時の手柄小学校の校舎が真っ赤に燃えて焼け落ちる様を、当時１年生であった姫路空襲の語り部「玉置氏」が見ている。その後現在の場所になった。

## 周辺
- 手柄山
- 船場川
- 姫路市立山陽中学校
- 姫路市文化センター
- 兵庫県道62号姫路港線（産業道路）

## アクセス
- 山陽電気鉄道手柄駅から西へ300m。

## 通学区域が隣接している学校
- 姫路市立城陽小学校
- 姫路市立高浜小学校
- 姫路市立飾磨小学校
- 姫路市立津田小学校
- 姫路市立荒川小学校
- 姫路市立船場小学校
- 姫路市立白鷺小中学校